# Route des Plaines
Pour les articles homonymes, voir Route nationale 3.
La route des Plaines, ou route nationale 3 de La Réunion, est un axe routier majeur de l'île de La Réunion, département d'outre-mer français dans le sud-ouest de l'océan Indien. Cette route de montagne relie Saint-Pierre à Saint-Benoît en 58 kilomètres en passant par les Hautes Plaines et donc le col de Bellevue.

## Historique
Un premier sentier est tracé à l'origine par les esclaves marrons. La voie officielle est ouverte en 1752.